# Susana Martorell de Laconi
Susana Leonilda Martorell (Salta, 9 de diciembre de 1932-Villa San Lorenzo, 10 de diciembre de 2020) fue una doctora en letras, profesora, escritora, ensayista, lingüista y académica argentina. Fue miembro correspondiente de la Academia Argentina de Letras y de la Academia Porteña del Lunfardo.

## Biografía
Nació en Salta el 9 de diciembre de 1932, hija de Luis Martorell, proveniente de una familia tradicional de Salta de origen catalán, y de Luisa Fiore, de origen Italo-Argentina. Fue la mayor de ocho hermanos y uno de ellos es el obispo de Iguazú, Marcelo Martorell. Desde muy temprana edad mostró su inclinación por la literatura. En su juventud se recibió de maestra Bachiller Normal Nacional, luego de Profesora de Lenguas. En 1954 se casó con Leonardo Laconi, empresario argentino de origen italiano, con quien tuvo cuatro hijos.

## Estudios
En 1987 culminó la Licenciatura en Letras en la Universidad Nacional de Tucumán, donde obtuvo el más elevado promedio académico, por este motivo fue reconocida por la Federación Argentina de Mujeres Universitarias. En 1999 realizó su doctorado en Letras, por la Universidad Nacional de Tucumán, donde también obtuvo el más alto promedio obtenido en la carrera.

## Trayectoria académica
Ejerció la docencia secundaria, terciaria y como docente universitaria en la carrera de grado y de posgrado en la Universidad Nacional de Jujuy y la Universidad Católica de Salta. En 2010 fue consagrada como profesora emérita de la facultad de artes y ciencias de esta casa de altos estudios. 
En 2000 la nombraron miembro de la Academia Porteña de Lunfardo.
 En 2002 fue nombrada miembro corresponsal por Salta de la Academia Argentina de Letras.En 2007 fue designada como delegada de Argentina en el Pleno de la Asociación de Academias en España, convocado por la Real Academia Española (RAE) donde colaboró en la revisión de los argentinismos que incluye el Diccionario de la lengua española, y en la comisión de elaboración del nuevo Diccionario académico de americanismos, publicación de la RAE. En 2016 se le entregó el Sillón Atilio Cornejo número 3 de la Instituto de Historia Felipe y Santiago.
Perteneció a distintas asociaciones científicas nacionales e internacionales referentes a las letras, y a otras de estudio de la cultura e historia de Salta, como el Instituto de Estudios Históricos de Salta y el Instituto Güemesiano.
Fundó y dirigió el Instituto Salteño de Investigaciones Dialectológicas "Berta Vidal de Battini".
En 1989 creó el Colegio Santa Teresa de Jesús, Instituto incorporado a la enseñanza oficial, que se encuentra catalogado como uno de los mejores de la provincia de Salta en cuanto a su nivel educativo. 
Participó en innumerables congresos tanto de Lingüística como la de Literatura con sendos trabajos y recibió premios nacionales por sus libros de investigación sobre la obra de Juan Carlos Dávalos. Premio Regional de Ensayo y Crítica Literaria (1992) por su libro: "La obra en prosa de Juan Carlos Dávalos" y la Mención Especial del Premio Nacional de Ensayo y Crítica Literaria (1993) por su libro: "Estudios y Ensayos de la narrativa y el teatro de Juan Carlos Dávalos." También es autora de: "Juan Carlos Dávalos, autor salteño de literatura juvenil", compilaciones editas e inéditas con su estudio crítico correspondiente. Con este libro sobre "La Tierra en Armas", serían cuatro los libros que dedicó a Juan Carlos Dávalos además de trabajos presentados en congresos.
Desde 2012 comenzó la investigación sobre la epopeya Güemesiana de la que trata su obra "Ideario del General Martín Miguel de Güemes" (2014).

## Obras
A lo largo de su vida escribió más de 30 libros, entre ellos se destacan los siguientes.
1982.- (En colaboración) Algunas particularidades de la lengua oral en Salta. Ed. Universidad Católica de Salta. (ediciones posteriores: 1983, 1984, 1985).
1984.- (En colaboración) Estudios y ensayos lingüísticos y literarios. Salta, Ed. Roma. (2ª ed. 1998)
1986.- El voseo en la norma culta de la ciudad de Salta, Salta, Universidad Católica de Salta.
1987.- La obra en prosa de Juan Carlos Dávalos. Estudio lingüístico, Salta, ED. Roma.
1986.- Estudios sobre el español de la Ciudad de Salta, Ed. Roma.
1987.- Características de la lengua oral de Salta, Consejo de investigaciones. Universidad católica de Salta
1987.- La obra en prosa de Juan Carlos Dávalos. Estudio lingüístico. Salta, Ed. Roma.
1988.- Manual de Gramática castellana, Salta, Instituto "Berta Vidal de Battini".
1989.- Vida y obra de Santa Teresa de jesus, Salta, Instituto Berta Vidal de Battini.
1990.- Guías de estudio de Gramática Histórica Española, Salta, Universidad Católica de Salta.
1991.- Estudios y ensayos sobre la narrativa y el teatro de Juan Carlos Dávalos, Salta, "Instituto Berta Vidal de Battini".
1991.- Cartillas de Lengua, I,II,III, (Dirección y colaboración), Salta, Colegio Santa Teresa de Jesús.
1992.- El español de Argentina con especial referencia a Salta, Salta, "Instituto Berta Vidal de Battini".
1994.- Compendio de historia del español, Salta, Universidad Católica e Salta.-
1995 Hablas de Salta. Así hablamos los salteños, Salta, "Instituto Berta Vidal de Battini".
2000.- Salta lunfa. El lunfardo en Salta, Salta,"Instituto Berta Vidal de Battini".
1988, 1992, 1993, 1995, 1998, 2000.- Dirección y colaboración de los cuadernos del Instituto Salteño de Investigaciones Dialectológicas "Berta Vidal de Battini".
2001.- Algunos aspectos sintácticos y morfosintácticos del español hablado culto de la ciudad de Salta, Tucumán, Universidad Nacional de Tucumán.
2004.- Voces del quichua en Salta.
2006.- Dirección y coautoría de “Breve diccionario de lunfardismo”.
2007.- El español en Salta. Editado por la Academia Argentina de Letras. Dunken.
2008.- Antiguos refranes medievales del siglo XVI. Su uso en Salta. Editado por la Academia argentina de Letras. Dunken.
2009.- Los refranes en Salta. Refranero Salteño. Mundo Gráfico Salta Editorial.
2009.-  La tierra en armas.
2014.- Ideario del General Martín Miguel de Güemes. Mundo Gráfico Salta Editorial.
2017.- Acerca de las Novelas de Abel Posse. Mundo Gráfico Salta Editorial. 
2018.- La Lingüística en Salta. Mundo Gráfico Salta Editorial.

## Premios y distinciones
- Premio Regional 1992 de Ensayo y Crítica Literaria de la Secretaría de Cultura de la Nación.

- Mención Especial del Premio Nacional de Ensayo y Crítica Literaria 1993.

- Mención Especial en la categoría Ciencia del Premio Ugarit.

- Miembro Correspondiente por Salta de la Academia Porteña del Lunfardo (2/IX/2000).

- Miembro de Número, Sillón Juan Carlos Dávalos de la Asociación "Por las Sendas Gloriosas de la Patria".

- Reconocimiento de la Federación Argentina de Mujeres Universitarias - Asociación Tucumán en mérito al más elevado promedio obtenido en la carrera de Licenciatura de Letras en la Universidad Nacional de Tucumán 1987, y en el Doctorado en Letras (UNT) 1999.

- Reconocimiento de la Comisión de Educación de la Cámara de Diputados de la Provincia de Salta a su vasta trayectoria como docente, escritora y a sus contribuciones a la Academia como especialista de la lengua en la Provincia de Salta 2002.

- Distinción Pro Cultura Salta 2002. Premios FAMU (Fundación Argentina de Mujeres Universitarias, 1987 y 1999).

- “Premio Lola Mora al mérito de la Mujer Salteña” 2012 por su investigación y docencia en el área de las letras y la educación. El reconocimiento lo otorgó el Senado de la Nación a las diez mujeres más destacadas de Salta, por su acción y contribución social en el país.[13][14]